# Mont Sage
Le mont Sage est une montagne des îles Vierges britanniques, le point culminant du territoire. Elle se situe à une altitude de 521 mètres sur l'île de Tortola.